# Člunový jeřáb

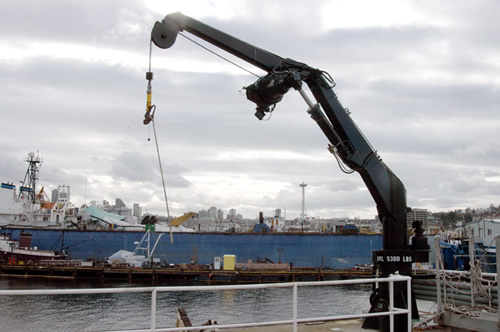
Člunový jeřáb

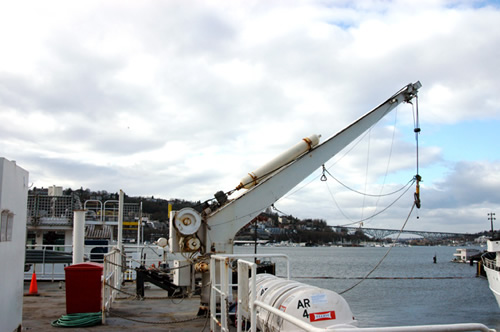
Člunový jeřáb

Člunový jeřáb, též davit, je konstrukce, obvykle ocelová, která umožňuje spouštět záchranné čluny, zavěšené mezi dvěma těmito jeřáby, podél boku lodi. Sestává z jednoho mechanického ramene s navijákem pro spouštění záchranných člunů a zvedání různých předmětů do lodi.
Vývoj člunových jeřábů od jejich počátečního tvaru husího krku do dnešní podoby významně ovlivnil A. P. Schat, který si nechal patentovat roku 1926 několik zařízení, umožňujících záchranným člunům klouzání přes překážky na trupu lodi, známé též jako „Shat Skate“. Základem zařízení byl samobrzdící lanový buben, což umožňovalo rovnoměrné spouštění člunu.
Člunové jeřáby jsou konstruovány tak, aby byly na místech paluby, kde je námořní architekti považovali za nezbytné. Tak vznikly různé druhy těchto jeřábů:
- GRA – Gravity Roller track davit – obvykle používány nad vycházkovou palubou
- SPG – Single pivot gravity davit – používány pro různé paluby

Jeřáby typu Schat se staly tak běžnými, že je specifikace loděnic začaly požadovat.
Současný vývoj je založen na vypouštění člunů z rampy, umístěné na zádi lodi. Je tím nahrazeno spouštění pomocí navijáků. Podobný systém vyvinutý firmou Schat je používán také na pobřežních ropných plošinách, kde jsou tyto jeřáby umístěny po obvodu konstrukce.